# Calidris melanotos
Il piro-piro pettorale (Calidris melanotos (Vieillot, 1819)) è un uccello della famiglia degli Scolopacidae.

## Sistematica
Calidris melanotos non ha sottospecie, è monotipico.

## Distribuzione e habitat
Questo uccello vive in tutto il Sud America e Nord America, in Russia, Cina, Giappone e Corea, in Australia, Papua Nuova Guinea e Nuova Zelanda. È di passo in gran parte dell'Europa, tranne Balcani e stati baltici; in India, Bangladesh, Medio Oriente e Penisola Arabica; in Africa è riscontrabile lungo le coste di tutti i mari (Egitto e Libia, Marocco e Senegal, Costa d'Avorio, Namibia e Sudafrica, Kenya ed Etiopia), ma anche nelle zone umide dell'interno (Botswana, Zambia, Zimbabwe e Burundi); sulle isole occidentali dell'Oceania.